# 飞弹螺
飞弹螺（学名：Terebellum terebellum），是凤凰螺科凤凰螺属的一种。主要分布于台湾，常栖息在浅海沙底。